# Michela Fanini
Michela Fanini, née le 23 mars 1973 à Lucques en Toscane et morte le 26 octobre 1994, dans un accident de voiture près de Lammari (à la périphérie de Lucques), était une coureuse cycliste italienne dont le début de carrière prometteur, au début des années 1990, en faisait l'une des grands espoirs du cyclisme féminin italien.

## Biographie
Michela Fanini emporte dès l'âge de 19 ans le titre de championne d'Italie sur route. L'année suivante, elle gagne une étape du Tour d'Italie, du Tour cycliste féminin et du Tour de la Communauté européenne, et se classe quatrième du championnat du monde. En 1994, elle remporte le Tour d'Italie.
Le 26 octobre 1994, Michela Fanini meurt dans un accident de la circulation. Son père, Brunello Fanini, fondateur du Tour d'Italie féminin, crée en sa mémoire le « Mémorial Michela Fanini », qui devient ensuite le Tour de Toscane féminin-Mémorial Michela Fanini. Il fonde également l'équipe SC Michela Fanini Record Rox.

## Palmarès
- 1990
  - 9e du championnat du monde sur route juniors
- 1991
  - 6e du championnat du monde sur route juniors
- 1992
  -  Championne d'Italie sur route
  - 2e du Tour de Sicile
- 1993
  - 5e étape du Tour d'Italie
  - 10eb étape du Tour cycliste féminin
  - 7e étape du Tour de la Communauté européenne
  - 2e du championnat d'Italie sur route
  -  Médaillée de bronze du championnat du monde du contre-la-montre par équipes
  - 4e du championnat du monde sur route
- 1994
  - Tour d'Italie :
    -  Classement général
    - 2e étape

  - 2e, 5e et 7e étapes du Tour cycliste féminin
  - Tour du Frioul